# أحد الغربية
حد الغريبة هي قرية وجماعة قروية تقع في عمالة طنجة أصيلة بجهة طنجة تطوان الحسيمة، المغرب، وبلغ عدد سكانها 12274 نسمة حسب الإحصاء العام للسكان والسكنى لسنة 2014.